# Carthage (Dakota Południowa)
Carthage – miasto w Stanach Zjednoczonych, w stanie Dakota Południowa, w hrabstwie Miner.